# Пам'ятник Шолом-Алейхему (Київ)
50°26′23″ пн. ш. 30°31′12″ сх. д. / 50.4397105° пн. ш. 30.520007° сх. д.
 Пам'ятник Шолом-Алейхему — монумент в Києві, встановлений на честь єврейського письменника Шолом-Алейхема (Соломона (Шолома) Наумовича Рабиновича).
Автори — скульптор В. Л. Медведєв, архітектор Ю. Г. Лосицький.
Розміри: висота скульптури — 2,5 м, постаменту — 0,8 м; балясини — 0,8 м × 1,3 м.

## Розміщення
Розташований на Рогнідинській вулиці в районі історичної місцевості Бессарабка (Печерський район).

## Історія
Пам'ятник спершу було встановлено на осі бульвару по центру вул. Басейної, на її перетині з Бессарабською площею 21 грудня 1997.
У зв'язку з реконструкцією вулиці в 2001 пам'ятник перенесений на нове місце. Посприяла спорудженню пам'ятника Єврейська рада України.

## Опис
Бронзова фігура письменника встановлена на гранітному постаменті. Шолом-Алейхем зображений у повний зріст, в русі, права рука з капелюхом високо піднята над головою у вітальному жесті, ліва спирається на палицю. Одягнений у довге вузьке пальто, на шиї шарф.
Образне рішення пам'ятника відзначено реалістичністю, ретельним відтворенням рис зовнішності (довге густе волосся, пухнасті вуса, м'яка усмішка), увагою до окремих деталей, виразним силуетом. Скульптура, сповнена внутрішнього руху та емоційності, розрахована на круговий огляд. З правого боку на постаменті встановлено фрагмент гранітної балюстради з трьома фігурними балясинами. Постамент стоїть на двох високих сходинках, на гранях яких викарбуване прізвище письменника українською та їдиш мовами. З тильного боку постаменту, ліворуч знизу — підписи авторів і дата створення.

## Реставрація
У період 2 — 14 травня 2005 пам'ятник реставрувався. Фінансування робіт з реставрації взяло на себе управління культури Київської міської адміністрації.